# Surf School
Surf School ist eine US-amerikanische Filmkomödie von Joel Silverman aus dem Jahr 2006.

## Handlung
Sechs Monate vor seinem High-School-Abschluss wechselt der Lacrosse-begeisterte Jordan von seiner Schule in Maryland an die Laguna Beach High School an der Westküste. Hier gilt Nicht-Surfer Jordan schnell als Außenseiter und freundet sich mit weiteren Außenseitern an: dem Punk Taz, dem schwarzen Hip-Hopper Mo, der männlichen Jungfrau Larry, der japanischen Austauschschülerin Chika und der stets schwarzgekleideten Doris. Die Gruppe wiederum muss regelmäßig die Hänseleien der Surfstars Tyler, Stoop und Roach über sich ergehen lassen. Die Häme ist vor allem deswegen so laut, weil die drei in Kürze an den Surf-High-School-Meisterschaften auf Costa Rica teilnehmen werden. Jordan wiederum entdeckt eine Anzeige, in der der ehemalige Surfchampion Rip damit wirbt, aus jedem in einer Woche einen Surfstar zu machen. Kurzerhand reist die Außenseiter-Gruppe eine Woche vor Austragung der Meisterschaften nach Costa Rica, um surfen zu lernen. Nur Chika darf auf Anweisung ihrer Gasteltern nicht mitfahren.
Auf Costa Rica ist die Ernüchterung groß, erweist sich Rip doch als stets betrunkener, abgehalfterter Ex-Surfer, der angibt, nach seinem WM-Erfolg im Jahr 1989 zehn Jahre lang im Bett im einer „Geisterbraut“ verbracht zu haben; anschließend wurde er zum Gespött der Leute. Auch die Unterkunft der Außenseiter erweist sich als speziell: Sie verbringen ihre Nächte in der von den Althippies Boris und Tillie geleiteten „Kommune“. Als Lichtblick erweisen sich wiederum die ebenfalls in der Kommune wohnenden Schwedinnen Helga, Belga und Selga, die bald Gefallen an Jungfrau Larry finden.
In den folgenden Tagen bringen die Jungen Rip dazu, das Trinken zu beenden und ihnen Surfen beizubringen. Tatsächlich werden die Außenseiter immer besser und können schon bald Wellen bezwingen. An einem Abend in der Kommune legt Doris ihre grimmige Miene ab und singt mit Tillie das Lied Get Together von The Youngbloods. Jordan ist von der sonst so abweisenden Doris angetan und die beginnt langsam, farbenfrohe Kleider zu tragen. Am Ende zeigt sich, dass sie stets eine schwarze Perücke getragen hat, in Wirklichkeit jedoch eine attraktive Blondine ist. Sie und Jordan werden ein Paar. Taz tut der Sport gut, sodass er bald ohne Medikamente auskommt, während Mo sein Talent als Sänger auslebt. Larry wiederum erfährt durch die drei Schwedinnen, dass ein Mann zu sein nicht von Geschlechtsverkehr abhängt, sondern auch seine guten Noten in der Schule und sein Engagement als Pfadfinder sowie diverse Auszeichnungen für Frauen attraktiv sein können.
Die Außenseiter starten als Team Laguna Beach B gegen die als Favoriten geltenden Surfer Tyler, Stoop und Roach von Laguna Beach A. Gruppe A führt nach dem ersten Tag, doch zeigt sich Team B am zweiten und entscheidenden Tag in Top-Form, während Team A, unter anderem durch Doris’ Reize verwirrt, reihenweise ins Wasser fällt. Die Außenseiter gewinnen die Meisterschaft, zumal Surf-As Chika das Team überraschend unterstützen kommt. Der Sieg wird gefeiert, Taz folgt der von Rip bereits skizzierten Surferbraut in ein Leben in Zweisamkeit, während der Rest der Gruppe nun als Gewinner zurück an die Laguna Beach High School kehrt.

## Produktion
Surf School wurde im Frühjahr 2005 in Los Angeles und in Manuel Antonio auf Costa Rica gedreht. Nach Nailed und Death to the Supermodels war es der dritte Film, bei dem Joel Silverman Regie führte. Die Kostüme schuf Alycia Belle, die Filmbauten stammen von Emily Elzer und Bryce Perrin. Das Budget betrug rund fünf Millionen Dollar.
Im Film ist mehrfach das Lied Get Together von The Youngbloods zu hören. Neben Laura Bell Bundy, die das Lied akustisch singt, wird es zudem in einer Version von Megan Slankard gespielt. Der Titelsong Surf School stammt wie die Filmmusik von der Band Fred Wilson.
Surf School kam am 1. September 2006 nicht flächendeckend in US-amerikanische Kinos. In Deutschland erschien der Film im Juli 2007 direkt auf DVD.

## Kritik
„Logik ist abwesend, während der Idiotie freien Lauf gelassen wird“, betitelte der Arizona Daily Star seine Filmbesprechung zu Surf School und nannte den Film eine „dumme Independent-Komödie“ („dumb indie comedy“). Surf School sei einer der Filme gewesen, die den Niedergang der Teenie-Strand-Filme bestätigten, stellte Timothy Shary fest.